# Долни Хричов
Долни Хричов (слч. Dolný Hričov) насељено је мјесто са административним статусом сеоске општине (слч. obec) у округу Жилина, у Жилинском крају, Словачка Република.

## Становништво
| Година:    | 1994. | 2004.   | 2014.   | 2024.   |
| ---------- | ----- | ------- | ------- | ------- |
| Број људи: | 1404  | 1496    | 1548    | 1692    |
| Разлика:   |       | +6,55 % | +3,47 % | +9,30 % |

| Година:    | 2023. | 2024.   |
| ---------- | ----- | ------- |
| Број људи: | 1673  | 1692    |
| Разлика:   |       | +1,13 % |

Према подацима о броју становника из 2024. године насеље је имало 1692 становника.